# Station Luzenac - Garanou
Station Luzenac-Garanou is een spoorwegstation aan de lijn Portet-Saint-Simon-Puigcerdà in de Franse gemeente Luzenac.